# Orde van de Grote Ster van de Republiek Indonesië
De Orde van de Grote Ster van de Republiek Indonesië of Bintang Republik  is een Indonesische ridderorde met vijf graden. De Indonesische bevolking hecht vanouds aan onderscheidingen in de vorm van sterren of bintang bintang. De Eerste Graad van de orde wordt aan staatshoofden verleend. Zie de Lijst van ridderorden en onderscheidingen van maarschalk Tito.

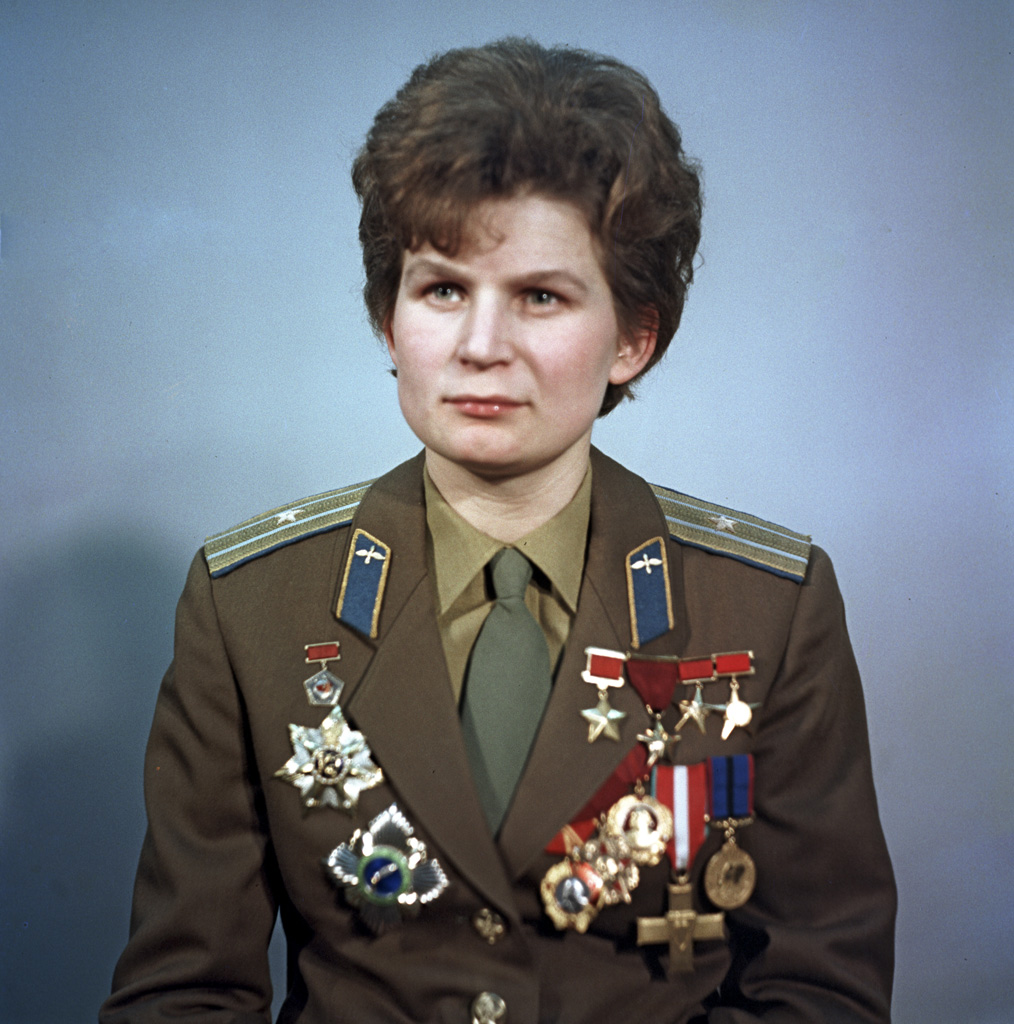
Valentina Tereshkova met Ster van de Orde van 2e Klasse (links, boven).

## Klasse

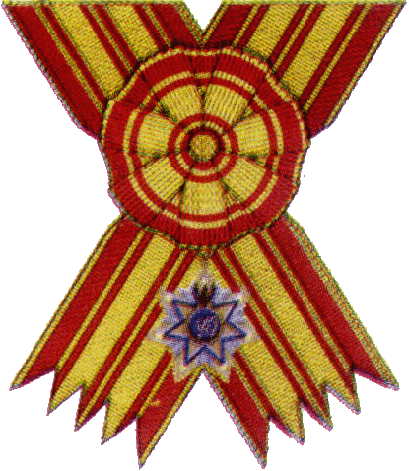
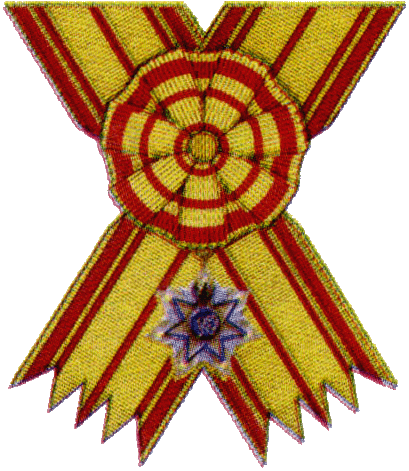
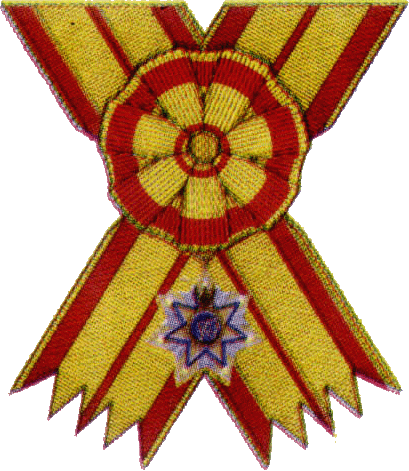
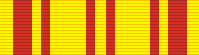
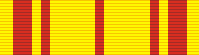
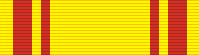
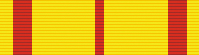
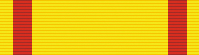
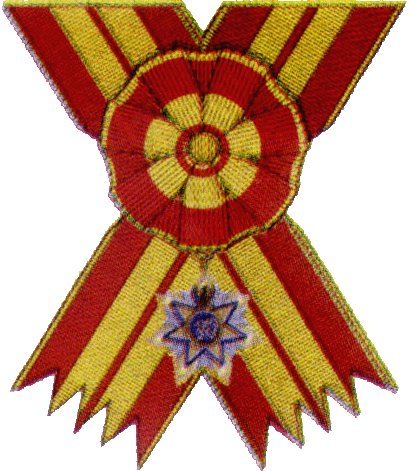
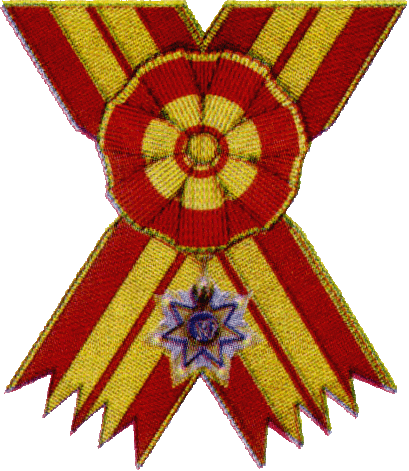

| Linten van de orde       | Linten van de orde  | Linten van de orde   | Linten van de orde      | Linten van de orde      |
| ------------------------ | ------------------- | -------------------- | ----------------------- | ----------------------- |
| Eerste Klasse (Adipurna) | Tweede (Adipradana) | Derde Klasse (Utama) | Vierde Klasse (Pratama) | Vijfde Klasse (Nararya) |
|                          |                     |                      |                         |                         |
|                          |                     |                      |                         |                         |

## Onderscheiden personen
- Leonid Brezjnev (1e Klasse)
- Joeri Gagarin (2e Klasse)
- Andrijan Nikolajev (2e Klasse)
- Valentina Teresjkova (2e Klasse)
- Haile Selassie (1e Klasse)